# 台88線
台88線（たいはちじゅうはちせん）は、高雄市鳳山区から屏東県竹田郷に至る台湾の東西向快速公路であり、別称は「高雄潮州快速公路（かおしゅんちょうしゅうかいそくこうろ）」。

## 概要
- 全長：22.391Km
- 起点：高雄市鳳山区（国道1号五甲JCT）
- 終点：屏東県竹田郷（潮州路の交差地点）
- 経由地：

## 歴史
| 年 | 月日 | 事跡 |
| -- | ---- | ---- |

## 通過する自治体
- 高雄市
  - 鳳山区 - 大寮区

- 屏東県
  - 万丹郷 - 竹田郷

## インターチェンジなど
| 起点から (km) | 施設名  | 接続路線名             | 備考               | 所在地 | 所在地 |
| ------------- | ------- | ---------------------- | ------------------ | ------ | ------ |
| 0.0           | 五甲JCT | 国道1号                | 2003年8月8日開通   | 高雄市 | 鳳山区 |
| 2.1           | 鳳山IC  | 県道183甲線、県道188線 | 2003年8月8日開通   | 高雄市 | 鳳山区 |
| 6.5           | 大寮JCT | 国道7号                | 事業中             | 高雄市 | 大寮区 |
| 7.0           | 大寮IC  | 台25線、県道188線      | 2001年1月20日開通  | 高雄市 | 大寮区 |
| 9.7           | 大発IC  | 台29線、県道188線      | 2000年11月18日開通 | 高雄市 | 大寮区 |
| 15.1          | 万丹IC  | 台27線、県道188線      | 2000年11月18日開通 | 屏東県 | 万丹郷 |
| 21.2          | 竹田JCT | 国道3号                | 2004年1月10日開通  | 屏東県 | 竹田郷 |
| 22.391        | 竹田端  | 屏85線                 | 2004年1月10日開通  | 屏東県 | 竹田郷 |